# John Oyemba
John Oyemba (3 giugno 1993) è un calciatore keniota, portiere del Kariobangi Sharks e della nazionale keniota.

## Carriera

### Nazionale
Ha debuttato in nazionale il 28 luglio 2019, in Tanzania-Kenya (0-0). Ha partecipato, con la maglia della Nazionale, alla Coppa d'Africa 2019.